# Аудитория Ясуда
Аудитория Ясуда (яп. 安田講堂 ясуда ко:до:) — здание и часовая башня, занимающая центральное место в кампусе Хонго Токийского университета и служащая его главным символом. В аудитории проводятся специальные мероприятия и выпускные церемонии.

## История
Здание было построено в 1925 году на средства предпринимателя Ясуды Дзэндзиро, намеревавшегося превратить его в святилище, в место, где мог бы остановиться император Японии. Архитекторами аудитории были Ёсикадзу Утида и Хидэто Кисида, последний из них работал в стиле экспрессионизма. В октябре 1940 года, во время Второй мировой войны, аудитория была местом празднования годовщин Императорского рескрипта об образовании и установления власти Японского императорского дома.
В ходе протестов в японских университетах 1968—1969 годов аудитория Ясуда дважды занималась демонстрантами — сначала в июне 1968 года, когда конфликт в Медицинской школе Токийского университета привёл к тому, что студенты-медики заняли аудиторию, будучи вскоре изгнанными из неё полицией, и во второй раз тем же летом, когда протестующие студенты забаррикадировались внутри здания. В выходные дни 18-19 января 1969 года полицейский спецназ сумел вытеснить их из здания. После окончания этих протестов конгломерат Ясуда оказывал помощь в ремонте аудитории. После этих событий здание перестало использоваться для проведения церемоний посвящения в студенты или их выпуска, но вместе с тем стало символом Токийского университета.

## Архитектура
Архитектуру аудитории Ясуда схожа с архитектурой башни ворот Кембриджского университета, которая могла послужить источником вдохновения для Утиды. Аудитория служит свидетельством стремлений Токийского университета по своей модернизации. Красный кирпич, использованный при строительстве здания, характерен для архитектуры периода в истории Японии, последовавшего за Великим землетрясением Канто, случившемся 1 сентября 1923 года. Здание выполнено в стиле неоготики, новом для Японии того времени.
Здание включает в себя аудиторию, центральные административные помещения университета и комнату, созданную специально для императора, где он должен был находиться до вручения им подарочных часов всем выпускникам университета.